# Ophover Mühle
Die Ophover Mühle ist eine Wassermühle mit einem unterschlächtigen Wasserrad.

## Geographie
Die Ophover Mühle hat ihren Standort in Forst in der Mittelstadt Wegberg im Kreis Heinsberg. Das Mühlengebäude in der Nähe des Wegberger Schul- und Sportzentrums steht auf der linken Seite vom Beeckbach. Der Mühle vorgelagert ist ein großer Mühlenweiher, dessen Wasserspiegel bei 64 m ü. NN liegt.

## Gewässer
Der Beeckbach ist ein im Jahre 1928 teilweise künstlich gegrabener Bach, der in Erkelenz an der Kläranlage beginnt und geklärtes Abwasser sowie Oberflächenwasser der Stadt Erkelenz und Teilen der Stadt Wegberg aufnimmt und ableitet. Die natürlichen Quellen des Beeckbachs in Moorshoven wurden 1906 verfüllt. Der Beeckbach hat eine Länge von 9.154 m und durchfließt mehrere Hochwasserrückhaltebecken. Der Bachbeginn liegt auf einer Höhe von 83 m ü. NN, die Mündung in die Schwalm in Wegberg bei 63 m ü. NN. Der Beeckbach speist den Mühlenweiher der Ophover Mühle. Nach der Einstellung des Mühlenbetriebes wurde 1973 der Mühlenweiher zum Hochwasserrückhaltebecken umgestaltet und die Fläche dabei erweitert. Die Pflege und Unterhaltung obliegt dem Schwalmverband, der in Brüggen seinen Sitz hat.
Mehr Schutz vor Hochwasser, so eine Pressemeldung vom 26. Januar 2012. In den vergangenen Jahren ist es wegen des Klimawandels immer häufiger zu extrem starken Regenfällen gekommen. Der Schwalmverband hält es deshalb aus Gründen des Hochwasserschutzes für dringend erforderlich, dass das Gelände am Ophover Mühlenweiher umgestaltet wird. „Das Vorhaben stellt eine absolute Aufwertung der Fläche an der Ophover Mühle im Vergleich zum heutigen Zustand dar“.

## Geschichte
Die Ophover Mühle stammt vermutlich aus dem 14. Jahrhundert. Ihr Name geht auf das adlige Geschlecht derer „von Ophoven“ zurück, die auf dem Gelände der nahegelegenen Motte ihre Hofanlage hatten und die Mühle betrieben. 1639 war Tewis (Mathaeus)Vell Müller der Ophover Mühle (dat Müllerken uff der Freyheit). Das Mühlenverzeichnis weist dann 1826 die Witwe von Johann Wilhelm Menz als Eigentümerin aus. Die Mühle war eine Kornmühle mit zwei Mahlgängen und einem unterschlächtigen Wasserrad. Ab 1867 war sie Wasser- und Dampfmühle, arbeitete also zusätzlich mit einem Dampfmaschinenantrieb. Sie war die letzte Mühle Wegbergs, die noch mit Wasserkraft arbeitete. Stillgelegt wurde sie 1965.

## Denkmaleintrag
Errichtet in der Mitte des 19. Jahrhunderts; vierflügeliges Anlage in Backstein mit Krüppelwalmdach; Hauptgebäude zweigeschossig in sechs Achsen; Türgewände und Fensterbänke in Blaustein; die Nebengebäude eingeschossig etwas niedriger, alles mit Krüppelwalm; vom Hauptgebäude ist die Wand an der das eiserne Mühlrad steht, später in Backstein erneuert worden; im Türsturz die Jahreszahl 1857; der Mühlenweiher ist auch noch erhalten.(Baudenkmal Nr. 142).

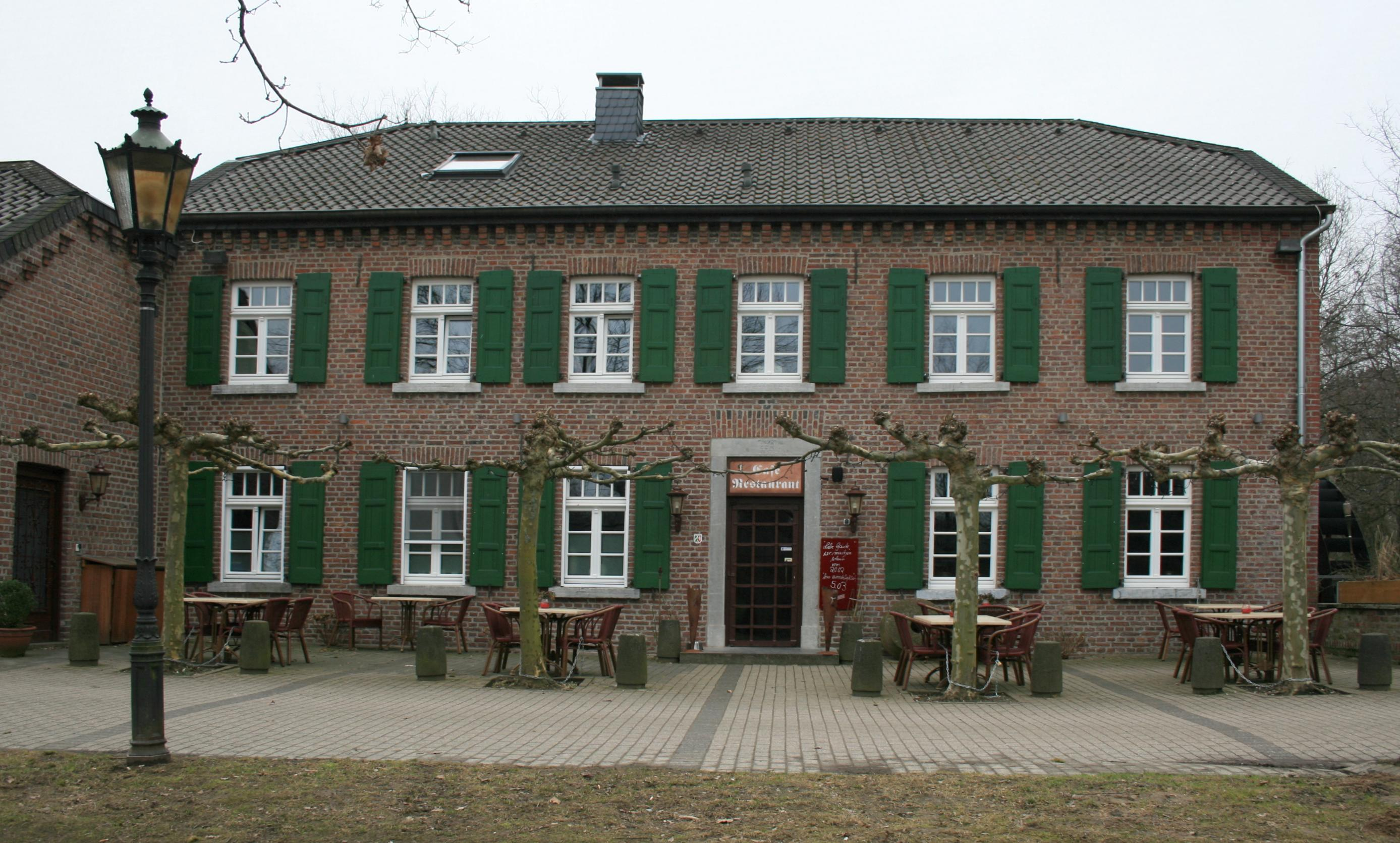
Das Mühlengebäude
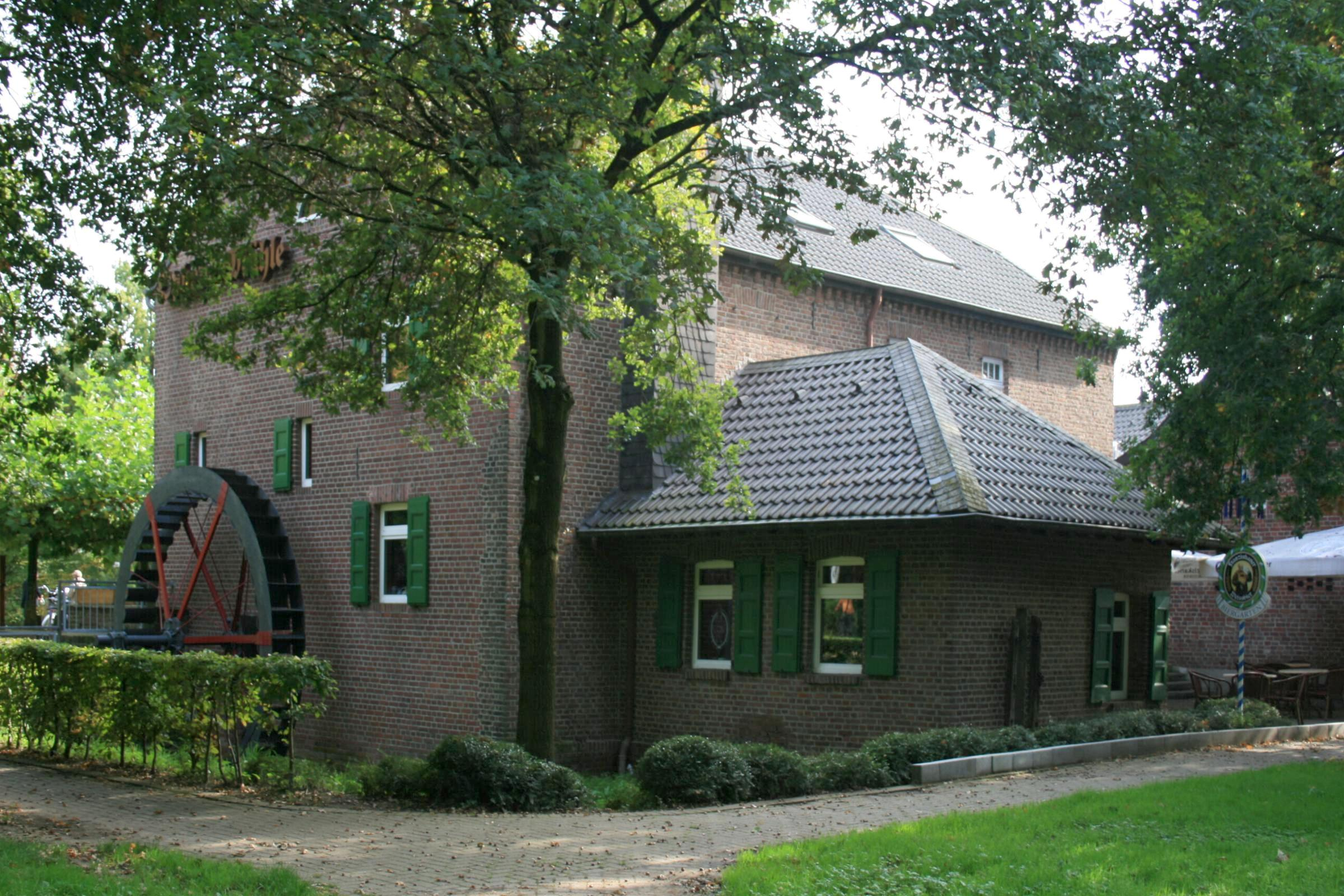
Rückseite der Mühle
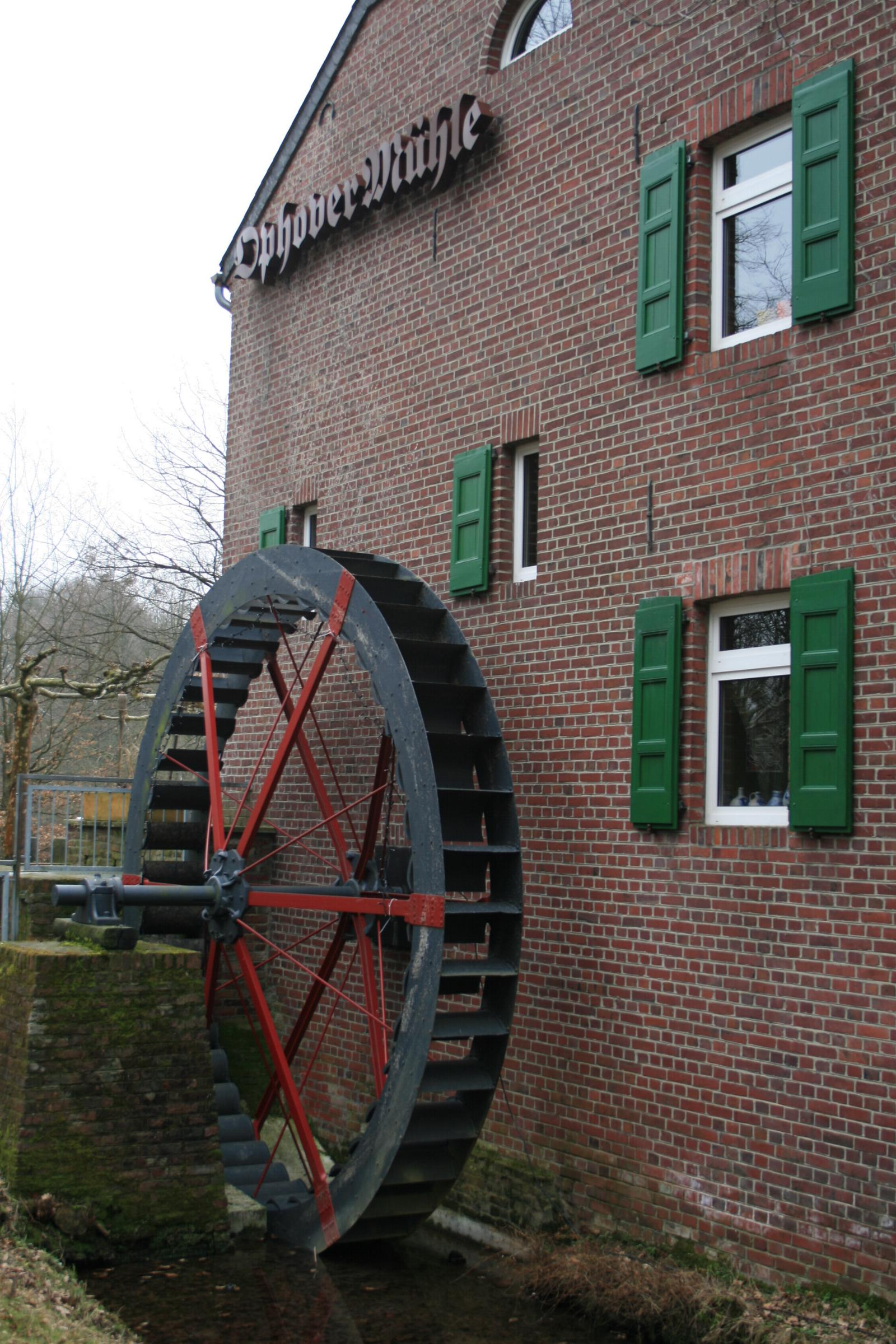
Das Mühlrad
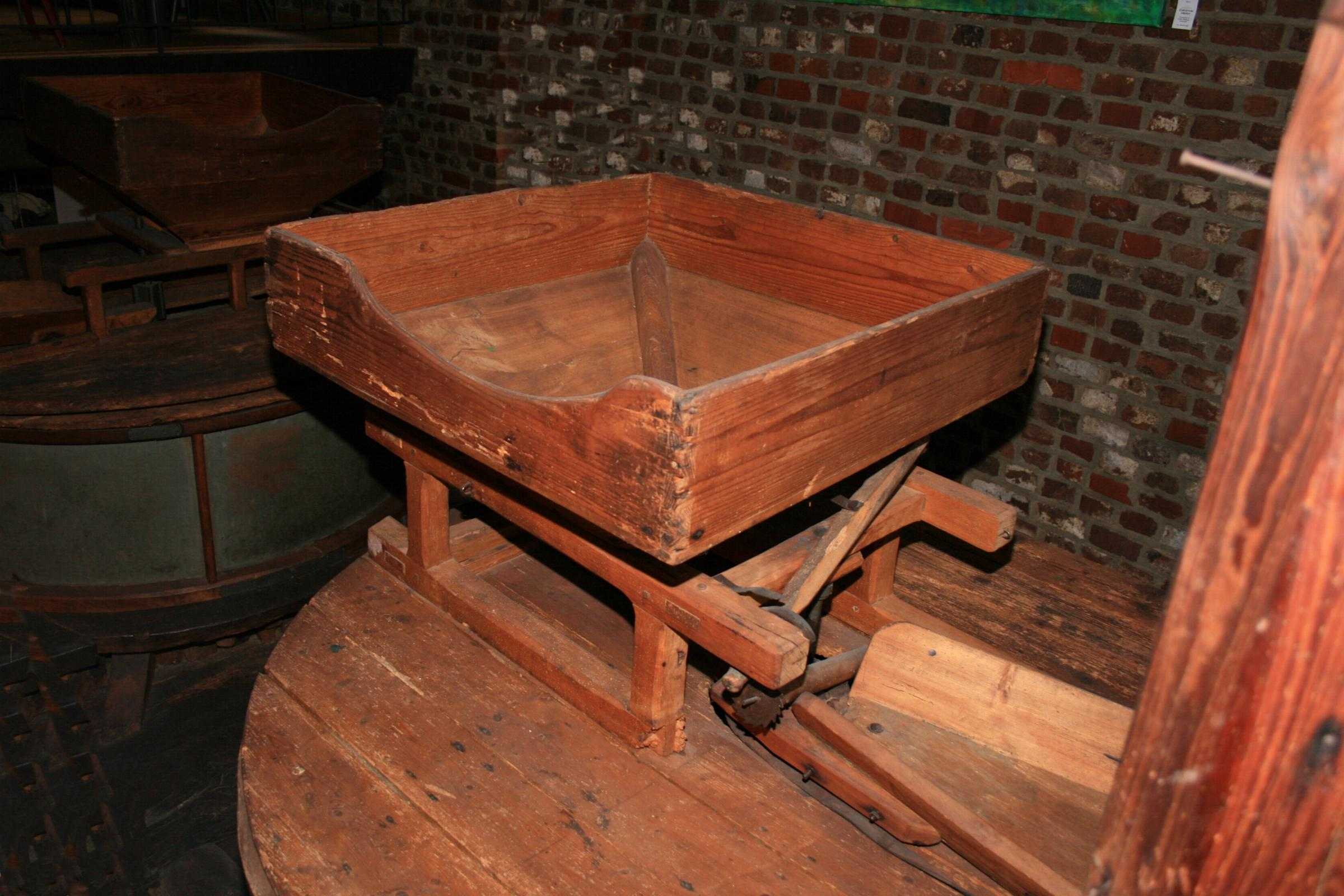
Der Korntrichter
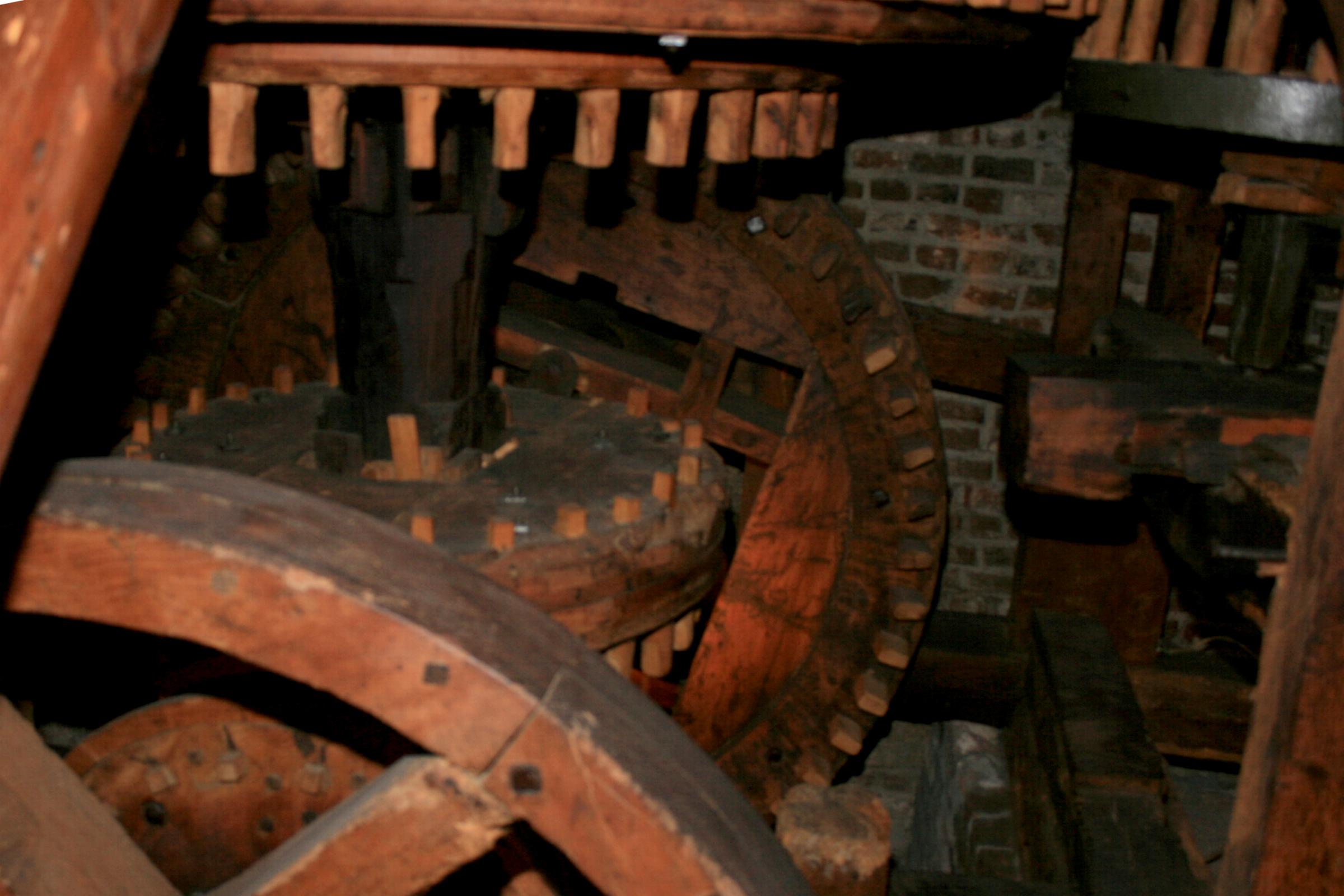
Das Königsrad
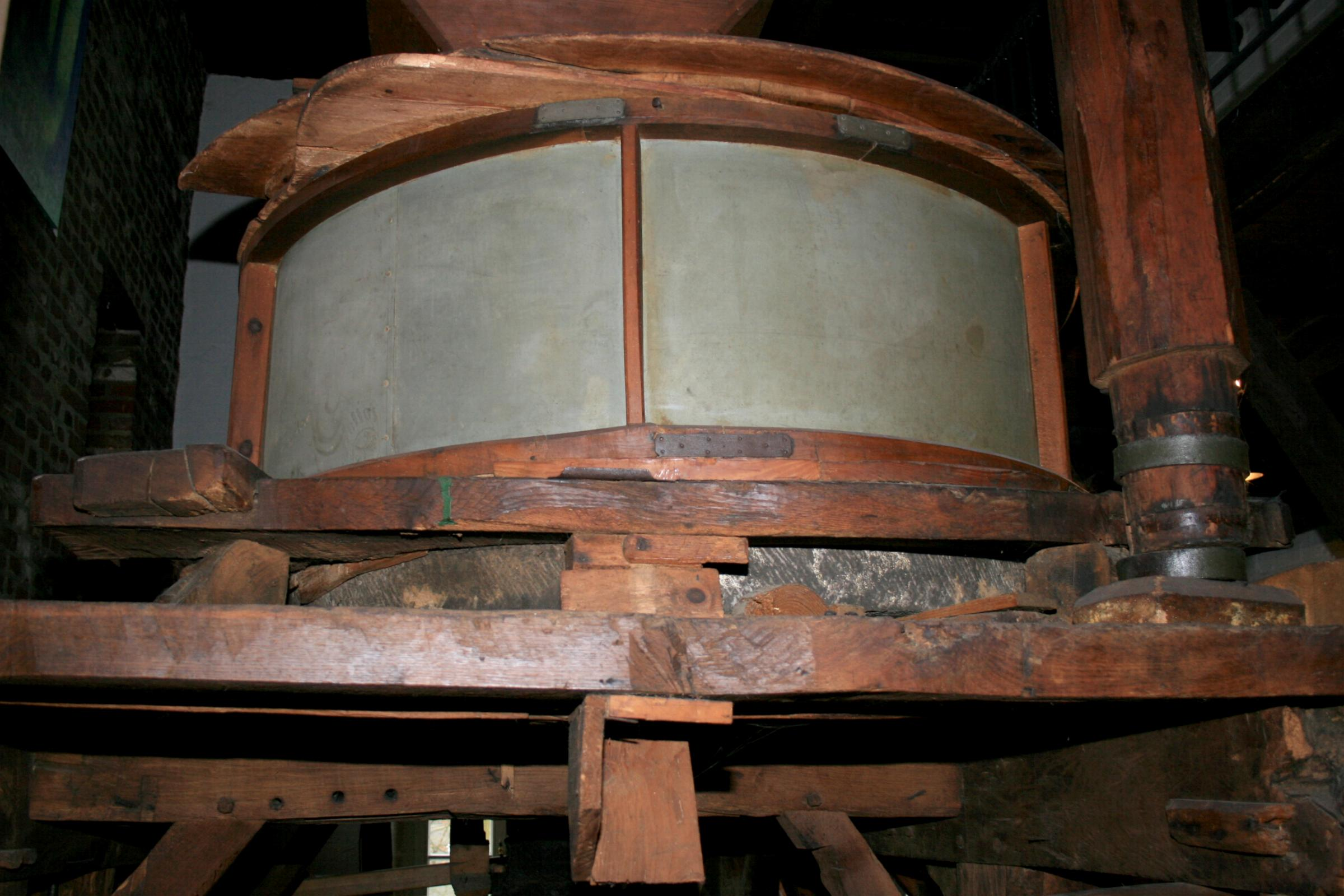
Die Kornmühle
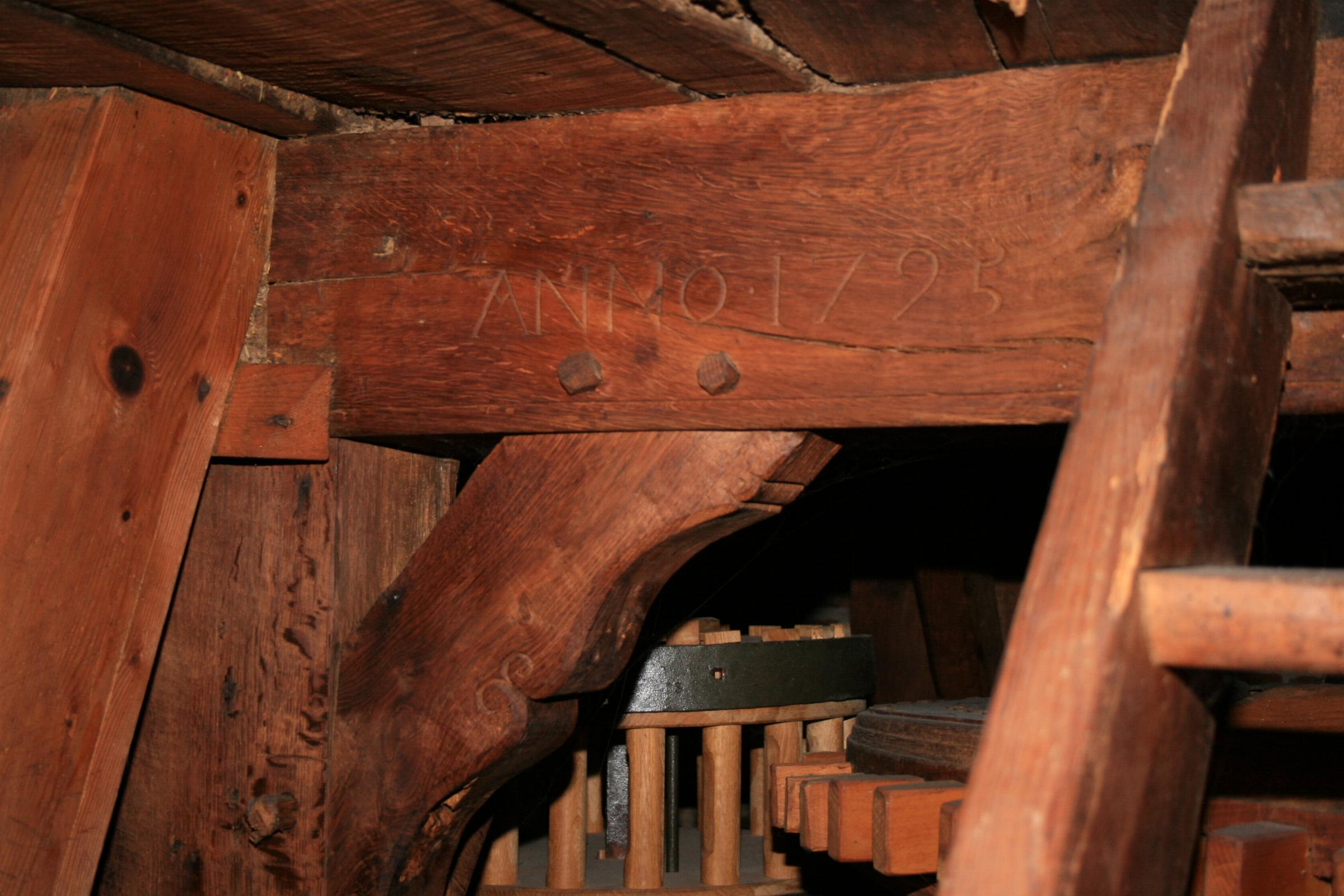
Jahreszahl Anno 1725 an der Mühle
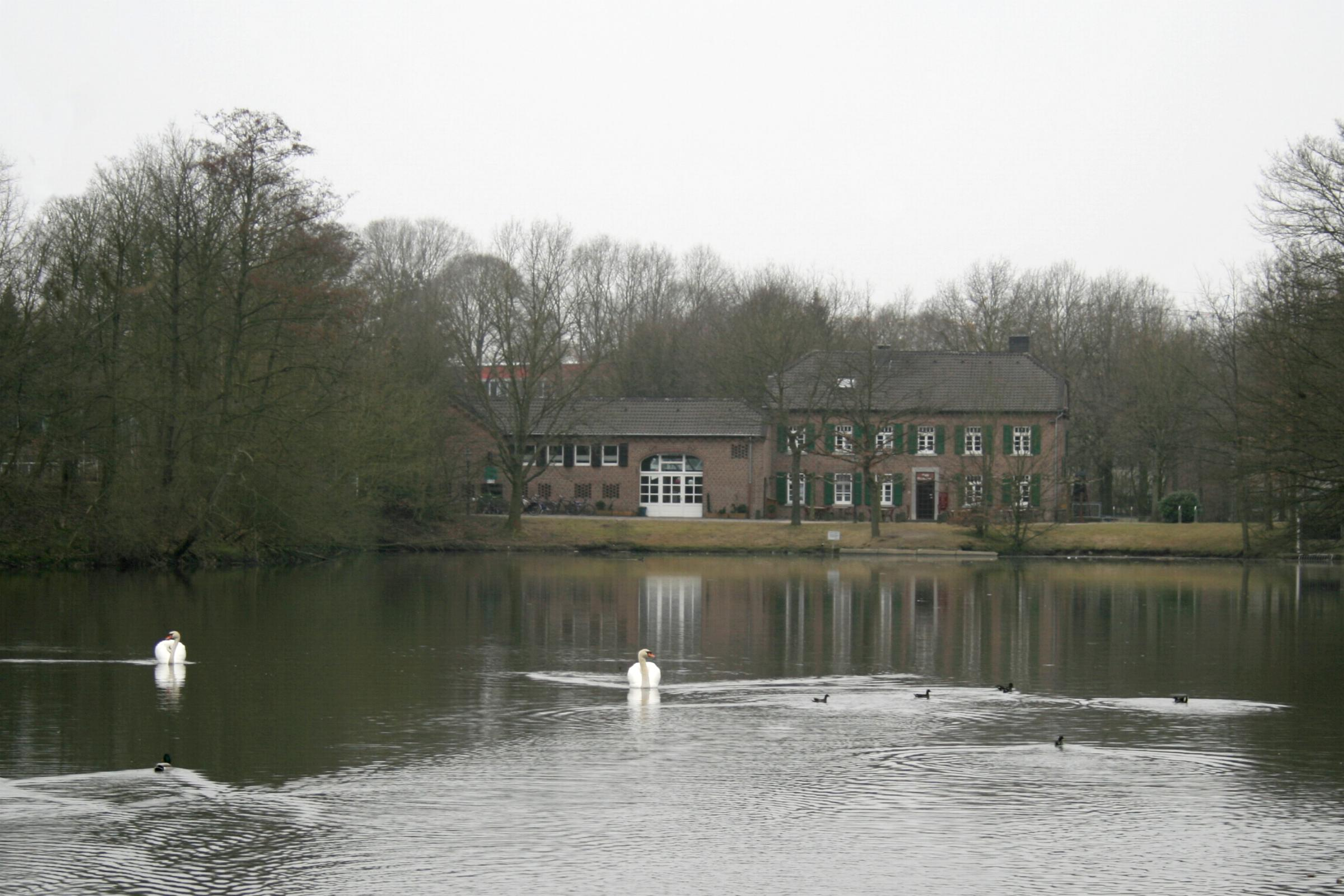
Mühlenteich und Rückhaltebecken
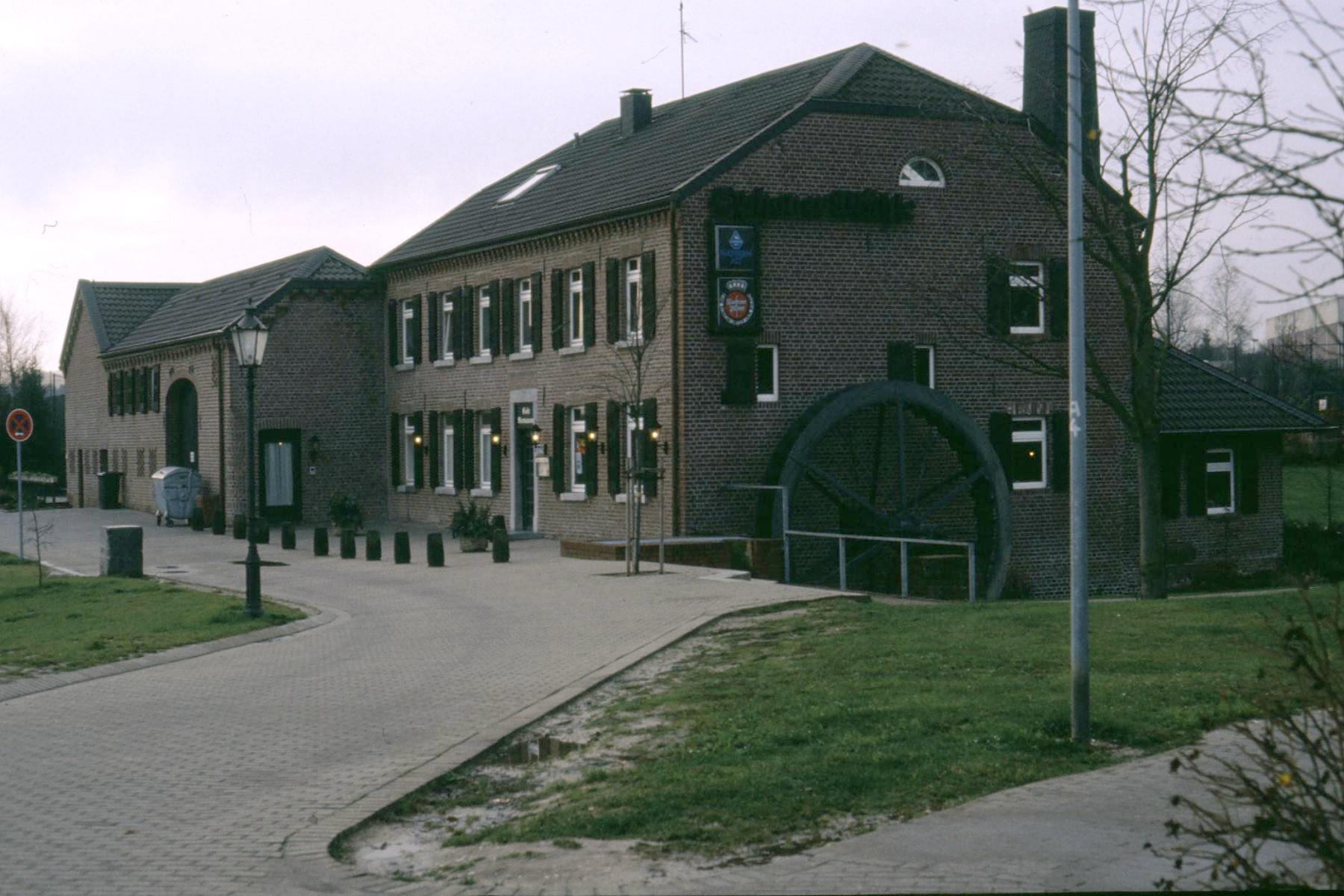
Die Mühle im Jahre 1983
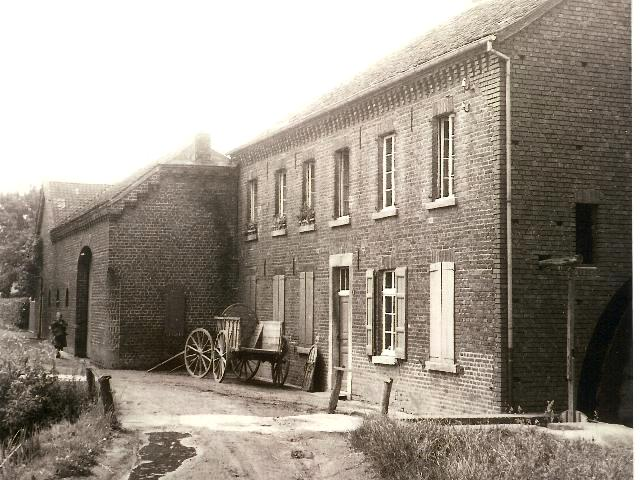
Die Mühle im Jahre 1952
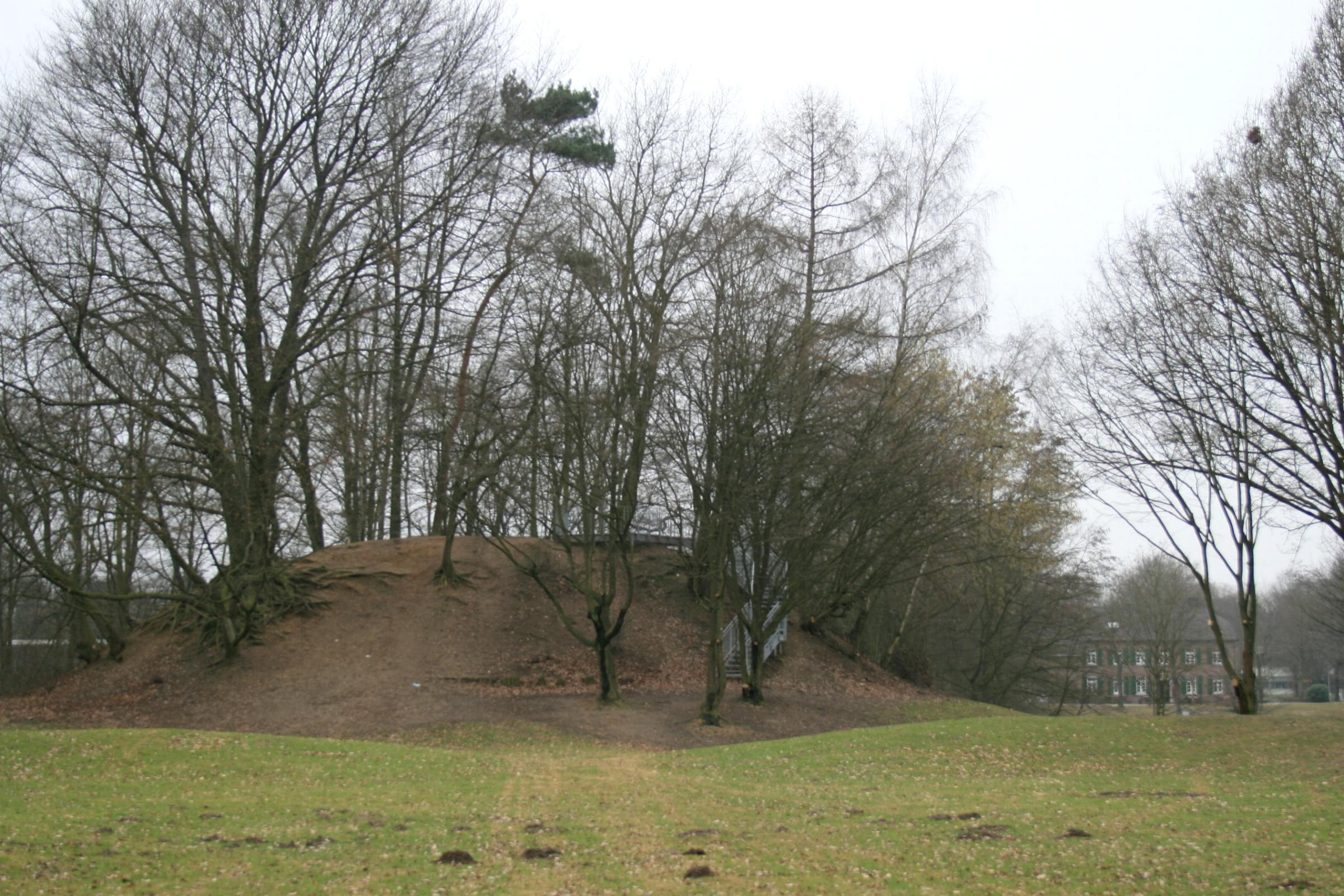
Die Motte an der Mühle